# Eledi
Eduardo Casañ Camarena, conocido como El Edi, es un compositor malagueño e integrante del grupo español Chambao.

## Inicios
Comenzó con la música desde que era pequeño, en ningún momento de su infancia recibió clases de guitarra que era lo que más le gustaba tocar. Uno de los veranos que se recuerda, con su primo Daniel empezó a tocar todo tipo de instrumentos que se encontraban en casa de su abuela, dichos instrumentos pertenecían a sus tíos, los cuales fueron poco a poco enseñando a El Edi y Daniel a tocar los mismos.
Más adelante con gente que conocieron prácticamente en el instituto formaron un grupo de reggae llamado "Los ParanoJah" en el que El Edi tocaba el bajo. Como buen aficionado a la música ya nadie podía quitarle de encima que fuese a todos lados con su guitarra a la espalda, sin soltar sus inicios con el reggae empezó a profundizar poco a poco con el flamenco, flamenco-fusión que entre El Edi y Daniel (su primo) empezaron a elaborar, crearon sus letras y entre los dos formaron canciones fusionadas.

## El salto a la fama
El Edi se trasladó a vivir a Pedregalejo, en un estudio de poco más que de 50 metros, y fue allí cuando en el verano de 2001 tuvo con vecino a Henrik Takkenberg, lo conoció y entre los cuatro El Edi, Henrik Takkenberg, Daniel y La Mari crearon lo que hoy es Chambao.
Henrik Takkenberg se trajo de Reino Unido el chill-out y decidieron que podía quedar bien con flamenco, acertaron, crearon una maqueta y la mandaron a Sony BMG (Spain). 
"Flamenco Chill" (2002), "Endorfinas en la mente" (2003) y "Pokito a poko" (2005) son sus álbumes, este último como productor, Henrik Takkenberg y Dani abandonaron el grupo y al tiempo fue El Edi, La Mari se encargó de Chambao.
El Edi se apartó de lo relacionado con la música y decidió respirar aire puro libre de problemas, poco a poco comenzó a trabajar, y creó algunas canciones, colaboraciones y ayudó a grupos de Málaga.
- Datos: Q5829108